# Canton de Novion-Porcien
Le canton de Novion-Porcien est une ancienne division administrative française située dans le département des Ardennes et la région Champagne-Ardenne.

## Géographie
Ce canton était organisé autour de Novion-Porcien dans l'arrondissement de Rethel. Son altitude moyenne était de 138 m.

## Histoire
À la suite du redécoupage cantonal de 2014, toutes les communes du canton sont intégrées au canton de Signy-l'Abbaye, à l'exception de Corny-Marchéroménil, qui est intégrée au canton de Rethel.

## Représentation

### conseillers généraux
| Période | Période          | Identité                                        | Étiquette                | Qualité |
| ------- | ---------------- | ----------------------------------------------- | ------------------------ | --- |
| 1833    | 1845             | Jean-Baptiste Millart                           |                          | Avoué, adjoint au maire de Charleville puis maire d'Herbigny |
| 1845    | 1848             | Alexandre Prosper Tranchart-Froment (1799-1850) |                          | Filateur, maire de Rethel |
| 1848    | 1852             | André Lelièvre-Dervin                           |                          | Marchand de bois Propriétaire à Mézières, maire de Novion-Porcien |
| 1852    | 1871             | Vicomte puis Comte Prosper de Bruce             |                          | Propriétaire du château d'Harzillemont Maire d'Hagnicourt |
| 1871    | 1873 (démission) | Jules Millart                                   |                          | Avocat, maire de Charleville |
| 1873    | 1897 (décès)     | Étienne Drumel                                  | Gauche modérée           | Chargé d'un cours de droit romain à Douai Sénateur (1893-1897)- Député (1876-1885) |
| 1898    | 1901             | Maurice Ternaux-Compans                         | Républicain Progressiste | Diplomate Propriétaire, conseiller municipal de Mesmont Député (1898-1902) |
| 1901    | 1919             | Palmyr Paillas                                  | Rad.                     | Cultivateur, Chesnois-Auboncourt |
| 1919    | 1940             | Lucien Jullich                                  | Rad.                     | Maire de Saulces-Monclin Président du conseil général des Ardennes de 1938 à 1940 Nommé membre de la Commission administrative départementale en 1941 Nommé conseiller départemental en 1943 |
|         |                  |                                                 |                          | |
| 1945    | 1961             | Charles Wahart                                  | MRP                      | Maire de Wagnon |
| 1961    | 1973             | Émile André (1905-1994)                         | MRP puis CD              | Maire de Novion-Porcien |
| 1973    | 1992             | Michel Vuibert                                  | DVD puis UDF             | Commerçant Député (1986-1988 et 1993-1997) Maire de Faissault (1965-1989) Maire de Rethel (1989-2005) Elu en 1992 dans le Canton de Rethel                                                   |
| 1992    | 2015             | Jean-François Leclet                            | UDF puis MoDem puis UDI  | Médecin généraliste Conseiller municipal de Vaux-Montreuil Vice-président du Conseil général                                                                                                 |

### Conseillers d'arrondissement
| Période      | Période          | Identité                                     | Étiquette     | Qualité |
| ------------ | ---------------- | -------------------------------------------- | ------------- | --- |
| 1833         | 1842             | André Lelièvre-Dervin (1796-1857)            |               | Marchand de bois, maire de Novion-Porcien                                                                    |
| 1833         | 1842             | Antoine-Marie Michaux                        |               | Notaire, maire de Vaux-Montreuil                                                                             |
| 1842         | 1847             | Jean-Baptiste Cailteaux (1795-1878)          |               | Notaire à Wasigny                                                                                            |
| 1842         | 1848             | Jean Nicolas Moreau                          |               | Notaire à Saulces-Monclin                                                                                    |
| 1847         | 1848             | Jean-Baptiste Reberotte-Labesse (1794-1875)  |               | Docteur en médecine à Rethel Elu conseiller d'arrondissement du Canton de Rethel en 1848                     |
| 1848         | 1852             | Jean-Baptiste Eugène Canart                  |               | Docteur en médecine à Wasigny                                                                                |
| 1848         | 1870             | Rémy Aubriet (1808-1886)                     |               | Juge de paix à Novion-Porcien                                                                                |
| 1852         | 1855             | Jacques-Hubert Chastel                       |               | Notaire à Vaux-Montreuil                                                                                     |
| 1855         | 1861             | Jean-Baptiste Emmanuel Gourmeaux             |               | Maire de Viel-Saint-Remy                                                                                     |
| 1861         | 1870             | Jacques Rémacle Victor Cailteaux (1807-1882) |               | Ancien notaire, maire de Wasigny                                                                             |
| 1870         | 1889             | Jean-Baptiste Brioux                         |               | Maire de Mesmont                                                                                             |
| 1870         | 1877             | Jean-François Moreau                         |               | Cultivateur, maire de Puiseux Président du conseil d'arrondissement (1871-1877)                              |
| 1877         | 1883             | Jean-Baptiste Paubon-Legrand (1819-1888)     |               | Propriétaire à Auboncourt-Vauzelles                                                                          |
| 1883         | 1904             | Jean-François Moreau                         |               | Maire de Puiseux                                                                                             |
| 1889         | 1898             | Léon Achart                                  |               | Médecin, adjoint au maire de Saulces-Monclin                                                                 |
| 1898         | 1901             | Palmyre Paillas                              |               | Cultivateur à Chesnois-Auboncourt                                                                            |
| 1901         | 1919             | Jean-Baptiste Ovide Drouart                  |               | Cultivateur à Sery                                                                                           |
| 1904         | 1919             | Emile Canart                                 |               | Cultivateur, maire de Wasigny                                                                                |
| 1919         | 1935 (décès)     | Eugène Chopin (1853-1935)                    |               | Négociant à Saulces-Monclin, Président du Conseil d'arrondissement                                           |
| 1919         | 1934             | Théodore Tranchant                           |               | Propriétaire, maire de La Neuville-lès-Wasigny                                                               |
| 1934         | 1940             | Charles Dapremont (1876-1959)                |               | Cultivateur, maire de Viel-Saint-Remy                                                                        |
| 23 fev. 1936 | 1939 (démission) | Valmyre Bienfait (1879-1972)                 | Radical       | Instituteur, Justine-Herbigny                                                                                |
| juin 1939    | 1940             | Félix Charles Melin                          | Anti-marxiste | Administrateur de la succursale de la Caisse d'Epargne de Rethel à Saulces-Monclin                           |
| 1940         |                  |                                              |               | Les conseils d'arrondissement ont été suspendus par la loi du 12 octobre 1940 et n'ont jamais été réactivés. |

## Composition
Le canton de Novion-Porcien regroupait vingt-trois communes et comptait 4 211 habitants (recensement de 1999 sans doubles comptes).
| Nom                        | Code Insee | Intercommunalité             | Population (dernière pop. légale) |
| -------------------------- | ---------- | ---------------------------- | --------------------------------- |
| Novion-Porcien (chef-lieu) | 08329      | CC des Crêtes Préardennaises | 501 (2014)                        |
| Auboncourt-Vauzelles       | 08027      | CC des Crêtes Préardennaises | 100 (2014)                        |
| Chesnois-Auboncourt        | 08117      | CC des Crêtes Préardennaises | 176 (2014)                        |
| Corny-Machéroménil         | 08132      | CC du Pays Rethélois         | 181 (2014)                        |
| Faissault                  | 08163      | CC des Crêtes Préardennaises | 247 (2014)                        |
| Faux                       | 08165      | CC des Crêtes Préardennaises | 56 (2014)                         |
| Grandchamp                 | 08196      | CC des Crêtes Préardennaises | 88 (2014)                         |
| Hagnicourt                 | 08205      | CC des Crêtes Préardennaises | 77 (2014)                         |
| Justine-Herbigny           | 08240      | CC des Crêtes Préardennaises | 175 (2014)                        |
| Lucquy                     | 08262      | CC des Crêtes Préardennaises | 604 (2014)                        |
| Mesmont                    | 08288      | CC des Crêtes Préardennaises | 98 (2014)                         |
| La Neuville-lès-Wasigny    | 08323      | CC des Crêtes Préardennaises | 176 (2014)                        |
| Neuvizy                    | 08324      | CC des Crêtes Préardennaises | 124 (2014)                        |
| Puiseux                    | 08348      | CC des Crêtes Préardennaises | 122 (2014)                        |
| Saulces-Monclin            | 08402      | CC des Crêtes Préardennaises | 739 (2014)                        |
| Sery                       | 08415      | CC des Crêtes Préardennaises | 352 (2014)                        |
| Sorcy-Bauthémont           | 08428      | CC des Crêtes Préardennaises | 147 (2014)                        |
| Vaux-Montreuil             | 08467      | CC des Crêtes Préardennaises | 110 (2014)                        |
| Viel-Saint-Remy            | 08472      | CC des Crêtes Préardennaises | 306 (2014)                        |
| Villers-le-Tourneur        | 08479      | CC des Crêtes Préardennaises | 179 (2014)                        |
| Wagnon                     | 08496      | CC des Crêtes Préardennaises | 117 (2014)                        |
| Wasigny                    | 08499      | CC des Crêtes Préardennaises | 358 (2014)                        |
| Wignicourt                 | 08500      | CC des Crêtes Préardennaises | 61 (2014)                         |

## Démographie
| 1962  | 1968  | 1975  | 1982  | 1990  | 1999  | 2006  | 2011  | 2012  |
| ----- | ----- | ----- | ----- | ----- | ----- | ----- | ----- | ----- |
| 5 730 | 5 215 | 4 675 | 4 301 | 4 180 | 4 211 | 4 566 | 4 930 | 5 042 |